# چاد تیلور
چاد تیلور (انگلیسی: Chad Taylor؛ زادهٔ ۲۴ نوامبر ۱۹۷۰) یک موسیقی‌دان اهل ایالات متحده آمریکا است.